# Yolanda Becerra
Yolanda Becerra Vega  (Barrancabermeja, 1959) es una activista feminista y pacifista colombiana fundadora y Directora Nacional de la Organización Femenina Popular (OFP) una organización nacida en 1972 en la Diócesis de la Pastoral y que en 1988 se convirtió en organización autónoma con sede en Barrancabermeja para apoyar a las mujeres en la resistencia pacífica contra la violencia y defender el diálogo para la paz.
Durante las más de cuatro décadas en defensa de las mujeres víctimas del conflicto en Barrancabermeja y el Magdalena Medio ha sufrido la persecución y el asedio de los grupos paramilitares y ha sido en numerosas ocasiones amenazada de muerte. La propia Fiscalía colombiana denunció el plan de las Autodefensas Unidas de Colombia para asesinarla.  La Organización Femenina Popular y otras organizaciones sociales que se oponían a la violencia fueron declaradas objetivos militares y obligadas a tomar medidas de protección contundentes.

## Biografía
Es la mayor de siete hermanos y pertenece a una familia de extracción popular del nororiente de la ciudad. Su padre Gustavo Becerra falleció cuando ella tenía 17 años. Su conciencia social empezó a construirse en el Colegio Camilo Torres formando parte del movimiento estudiantil y de las acciones de alfabetización de la parroquia Señor de los Milagros.
A los 20 años, recién terminado el bachillerato comenzó como secretaria de la parroquia del sector nororiental de su ciudad natal, Barrancabermeja,  y, dos años después, entró a trabajar en la Pastoral Social de la Diócesis, un espacio especialmente influenciado por la teología de la liberación  y emprendió su camino en la OFP. Yolanda explica en una entrevista que entonces no entendía por qué las mujeres tenían que organizarse aparte cuando ya existían movimientos sociales muy fuertes. “Me parecía un desgaste e hice mucha pataleta. Más tarde entendí por qué era importante tener una organización de mujeres”, asegura.

“Las mujeres en Barrancabermeja – Magdalena Medio andábamos en manada. A nosotras nos llamaban y nos decían: van a asesinar a una persona en tal lado, llegábamos allí 100 mujeres y tenían que soltarlo. Salvamos a mucha gente. Era la manera de manejar el miedo y de protegernos sin ser cómplices de la muerte”
Yolanda Becerra en Humanas Colombia

### Organización Femenina Popular
En 1988 Yolanda y Rosalba Meriño apostaron por la autonomía de la OFP con  respecto a la Pastoral.
El 23 de diciembre de 2000 los paramilitares entraron en la ciudad e impusieron su ley a la población civil. Fue entonces cuando la OFP adopta una postura de resistencia en la defensa de los derechos civiles y políticos y buscaron ayuda nacional e internacional para resistir. Varias de sus componentes han sido asesinadas: Esperanza Amaris en octubre de 2003, Diafanol Sierra Vargas en 2002 y Yamile Agudelo fue torturada y asesinada en marzo de 2006. La propia Yolanda Becerra fue atacada, amenazada y torturada en su propia casa en 2007.
En 2005 Yolanda Becerra fue nominada al Premio Nobel de La Paz junto a otras 1000 mujeres de 155 países.
En 2007 poco después de anunciarse que le fue otorgado el premio Per Anger del gobierno sueco sufrió una agresión en su propia casa. Años después Becerra continúa luchando por defender el diálogo y la paz.

## Premios y reconocimientos
- 2005 fue nominada al Premio Nobel de la Paz en la propuesta 1000 mujeres
- 2007 premio Per Anger instituido por el gobierno sueco para reconocer a quienes se dedican a promover actividades humanitarias y democráticas.[7]
- 2009 premiada con la distinción “Ginetta Sagan” otorgado por Amnistía Internacional en reconocimiento a personas que luchan en defensa de los derechos humanos de las mujeres y la infancia